# アーサー・ヒル (第3代ダウンシャー侯爵)

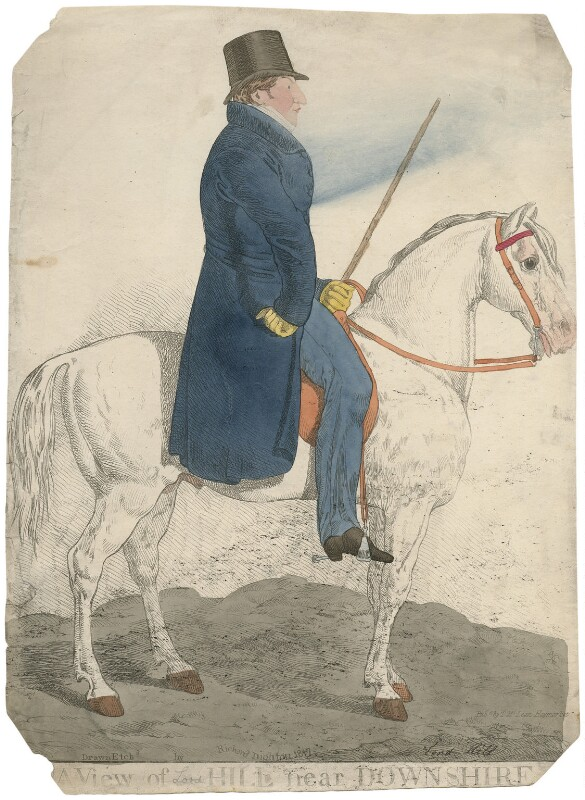
第3代ダウンシャー侯爵、1817年。

第3代ダウンシャー侯爵アーサー・ブランデル・サンズ・トランブル・ヒル（英語: Arthur Blundell Sandys Trumbull Hill, 3rd Marquess of Downshire KP、1788年10月8日 – 1845年4月12日）は、アイルランド貴族、政治家。アイルランド国教会の敬虔な信者だったが、国教会の十分の一税制度を批判した。1793年から1801年までヒルズバラ伯爵の儀礼称号を使用した。

## 生涯
第2代ダウンシャー侯爵アーサー・ヒルと初代サンズ女男爵メアリー・サンズの長男として、1788年10月8日にハノーヴァー・スクエアで生まれた。1801年9月7日に父が死去すると、ダウンシャー侯爵位を継承した。1800年ごろから1805年ごろまでイートン・カレッジで教育を受けた後、1807年4月27日にオックスフォード大学クライスト・チャーチに入学、1809年6月14日にM.A.の学位を、1810年7月3日にD.C.L.の学位を修得した。
父と祖父（初代ダウンシャー侯爵ウィルズ・ヒル）が多額の債務を残したが、第3代ダウンシャー侯爵はその返済に成功、後に15万ポンドを投じて土地を購入したほどだった。
『完全貴族名鑑』では、第3代ダウンシャー侯爵がホイッグ党に所属したのちの1834年にトーリー党に転じたとしたが、『アイルランド人名事典』では第3代ダウンシャー侯爵が最初から保守派（トーリー党）であり、初代ウェリントン公爵アーサー・ウェルズリーとともにカトリック解放に賛成票を投じたのはあくまでも現実的な対応だったとした。また、アイルランド国教会の敬虔な信者だったが、国教会の十分の一税制度には批判的だった。
1831年9月8日のウィリアム4世戴冠式に参加、同年11月24日に聖パトリック勲章を授与された。1831年10月7日から1845年4月12日までダウン統監を務めた。
1835年7月6日、ケンブリッジ大学よりLL.D.の名誉学位を授与された。
アイルランド・ゲール語に興味を持ち、1830年代にベルファストでアルスター・ゲール語協会（Ulster Gaelic Society）の設立に関わり、その会長を務めたほか、ロイヤル・ダブリン・ソサエティ副会長を務めたこともあった。
1845年4月12日にウィックロー県ブレッシントンで急死、23日にダウン県ヒルズバラで埋葬された。息子アーサーが爵位を継承した。

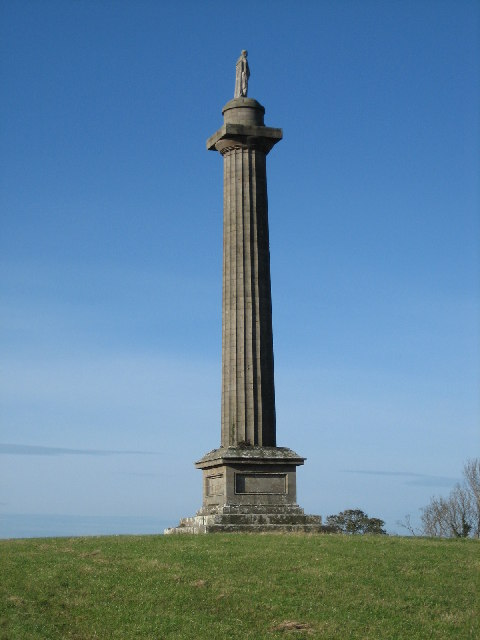
第3代ダウンシャー侯爵の記念柱、2005年撮影。

死後の1848年、第3代ダウンシャー侯爵の記念柱ダウン県ヒルズバラに建てられた。

## 家族
1811年10月25日、マリア・ウィンザー（Maria Windsor、1790年5月30日 – 1855年4月7日、第5代プリマス伯爵アザー・ウィンザーの娘）と結婚、3男2女をもうけた。
- アーサー・ウィルズ・ブランデル・サンズ・トランブル・ウィンザー（1812年 – 1868年） - 第4代ダウンシャー侯爵
- シャーロット・オーガスタ（1861年11月24日没） - 1843年8月2日、第3代準男爵サー・ジョージ・チェットウィンド（1869年3月24日没）と結婚、子供あり
- ウィリアム・フレデリック・アーサー・モンタギュー（1816年7月10日 – 1844年3月18日）
- メアリー・ペネロープ（Mary Penelope、1817年9月3日 – 1884年7月15日） - 1838年8月2日、初代ブリッドポート子爵アレグザンダー・フッド（英語版）と結婚、子供あり
- アーサー・エドウィン（1819年 – 1894年） - 初代トレヴァー男爵